# مارک جونز (هنرپیشه)
مارک جونز (انگلیسی: Mark Jones؛ ۲۲ آوریل ۱۹۳۹ – ۱۴ ژانویهٔ ۲۰۱۰) بازیگر اهل بریتانیا بود.
از فیلم‌ها یا برنامه‌های تلویزیونی که وی در آن نقش داشته‌است می‌توان به رازهای یک مرد بسیار جذاب، امپراتوری ضربه می‌زند، دکتر هو، ارتش سری، داستان‌های باورنکردنی، زیر درخت شیر، تماس مدوسا، سکسپلورر، ادامه بده، جک و مش اشاره کرد.